# Belenois gidica
Belenois gidica är en fjärilsart som först beskrevs av Jean Baptiste Godart 1819.  Belenois gidica ingår i släktet Belenois och familjen vitfjärilar. Inga underarter finns listade i Catalogue of Life.

## Bildgalleri

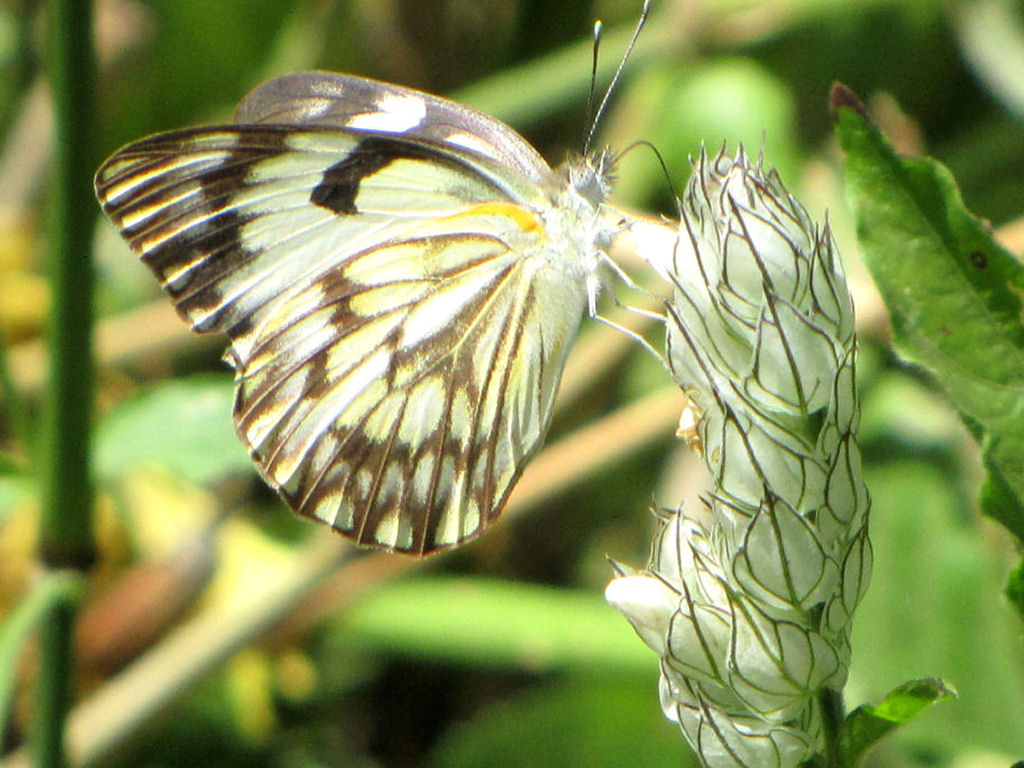